# Bergagård
Bergagård is een plaats in de gemeente Falkenberg in het landschap Halland en de provincie Hallands län. De plaats heeft 265 inwoners (2005) en een oppervlakte van 31 hectare. Falkenbergs Motorbana ligt in het zuidelijke deel van het dorp. 

## Verkeer en vervoer
Bij de plaats loopt de Länsväg 154.